# En Alemania
En Alemania est une bande dessinée espagnole illustrée par Francisco Ibáñez, appartenant à la franchise Mortadel et Filémon, éditée en 1981 et 1982.

## Synopsis
Des voleurs ont dérobé les joyaux de la Couronne britannique et la police britannique demande la coopération de la T.I.A., car il s'agit de voleurs espagnols. Au cours de leur enquête, Mortadel et Filémon découvrent l'identité des sujets, El Rata et El Paquidermo, et qu'ils ont caché les bijoux dans une cargaison à destination de Berlin. Ils tentent donc de les devancer, mais ils devront alors traverser l'Allemagne à la recherche des bijoux.
Pour poursuivre leur aventure, Mortadel et Filémon doivent franchir le mur de Berlin. De nombreux clichés sur les Allemands ponctuent le voyage : la longévité des Berlinois, la rareté des logements, la discipline des Bavarois, le carnaval de Cologne, et l'Oktoberfest.